# ベリ＝マッチ・リンドストローム
ベリ＝マッチ・リンドストローム（Veli-Matti Olavi Lindström、1983年11月15日 - ）は、フィンランド、南スオミ州パイヤト＝ハメ県ナストラ出身のスキージャンプ選手。

## プロフィール
リンドストロームは1988年4歳でスキーを始め、1995年には12歳ながらナショナルチームに選ばれた。1999年1月1日のジャンプ週間第2戦ガルミッシュ＝パルテンキルヒェンでスキージャンプ・ワールドカップに15歳でデビュー。 同年のジュニア世界選手権で個人銅メダルと団体銀メダルを獲得。ワールドカップでは2000年11月24日クオピオにおいて初めて一桁順位となった（6位）。
2000/2001シーズンにはフィンランド選手権で優勝、ジュニア世界選手権で個人、団体の2冠に輝いた。
オーベルストドルフ（ドイツ）で行われたフライングでワールドカップ自己最高位の2位となる。このシーズン総合18位で終えた。
2002年のソルトレークシティオリンピックではノーマルヒル5位入賞、ラージヒルでは37位に終わったが団体戦では銀メダル獲得に貢献した。
続くスキーフライング世界選手権（チェコ、ハラコフ）で4位となった。ワールドカップは総合19位でシーズンを終えた。
2002/03シーズンは世界選手権でノーマルヒル8位の成績を残し、また最後のプラニツァ（スロヴェニア）におけるフライングで団体戦優勝、個人戦で2戦連続5位の好成績をあげ総合22位となった。
2003/2004シーズンはクーサモの開幕戦で2試合連続3位となって好調なスタートを切り、さらに、ジャンプ週間第3戦インスブルックで2位となった。またプラニツァのスキーフライング世界選手権で団体銀メダルを獲得した。このシーズンは総合15位で終えた。
2005/2006のシーズン前に怪我をして、コンチネンタルカップを転戦することとなった。シーズン最後のプラニツァのフライングに向けてAチームに復帰したが予選通過できなかった。
翌2006/07シーズンの開幕でいきなり4位となり周囲を驚かせたが以降成績が上がらず2月にはAチームから外されてしまった。
2007/08、2008/09シーズンもワールドカップに時々招集されるが成績は振るわずにコンチネンタルカップ組に回されることが多かった。